# Сомалийско-турецкие отношения
Сомалийско-турецкие отношения — двусторонние дипломатические отношения между Сомали и Турцией. Официально установлены в XX веке.

## История
Дипломатическая активность Османской империи на территории современного Сомали и в других странах Африканского Рога восходит к Средневековью и связям с султанатом Адал.
Турция имела посольство в Могадишо вплоть до начала гражданской войны в Сомали в 1991 году. Впоследствии оно было закрыто по соображениям безопасности.
Во время засухи 2011 года, Турция выделила более 201 000 000 долларов на оказание гуманитарной помощи Сомали. После значительного улучшения ситуации в области безопасности в Могадишо в середине 2011 года Турция снова открыла своё дипломатическое представительство, с намерением содействовать установлению гражданского мира в стране. Посольство Турции было одним из первых иностранных представительств, возобновивших свою деятельность в Сомали после гражданской войны.
Кроме того, Turkish Airlines стала первой международной коммерческой авиакомпанией, наладившей регулярные авиарейсы в Могадишо в XXI веке. По состоянию на март 2012 года еженедельно два рейса курсируют между Могадишо и Стамбулом.
В партнерстве с правительством Турции, правительство Сомали начало проекты по развитию местной инфраструктуры и инициировало ряд благотворительных проектов.
28 декабря 2019 года террорист-смертник подорвал начинённый взрывчаткой грузовик на контрольно-пропускном пункте полиции в Могадишо, в результате чего погиб по меньшей мере 91 человек, среди которых двое были гражданами Турции.